# Лариса Долина
Лариса Александровна Долина (рус. Лариса Александровна Долина; Баку, 10. септембар 1955) руска је певачица и глумица. Народна уметница Руске Федерације (2010).

## Дискографија

### Студијски албуми
- (1986)
- (1989)
- (1993)
- (1994)
- (1995)
- (1996)
- (1997)
- (1998)
- (1999)
- (2000)
- (2000)
- (2003)
- (2004)
- (2006)
- (2008)
- (2010)
- (2012)
- (2015)